# ネイティブアメリカンフルート

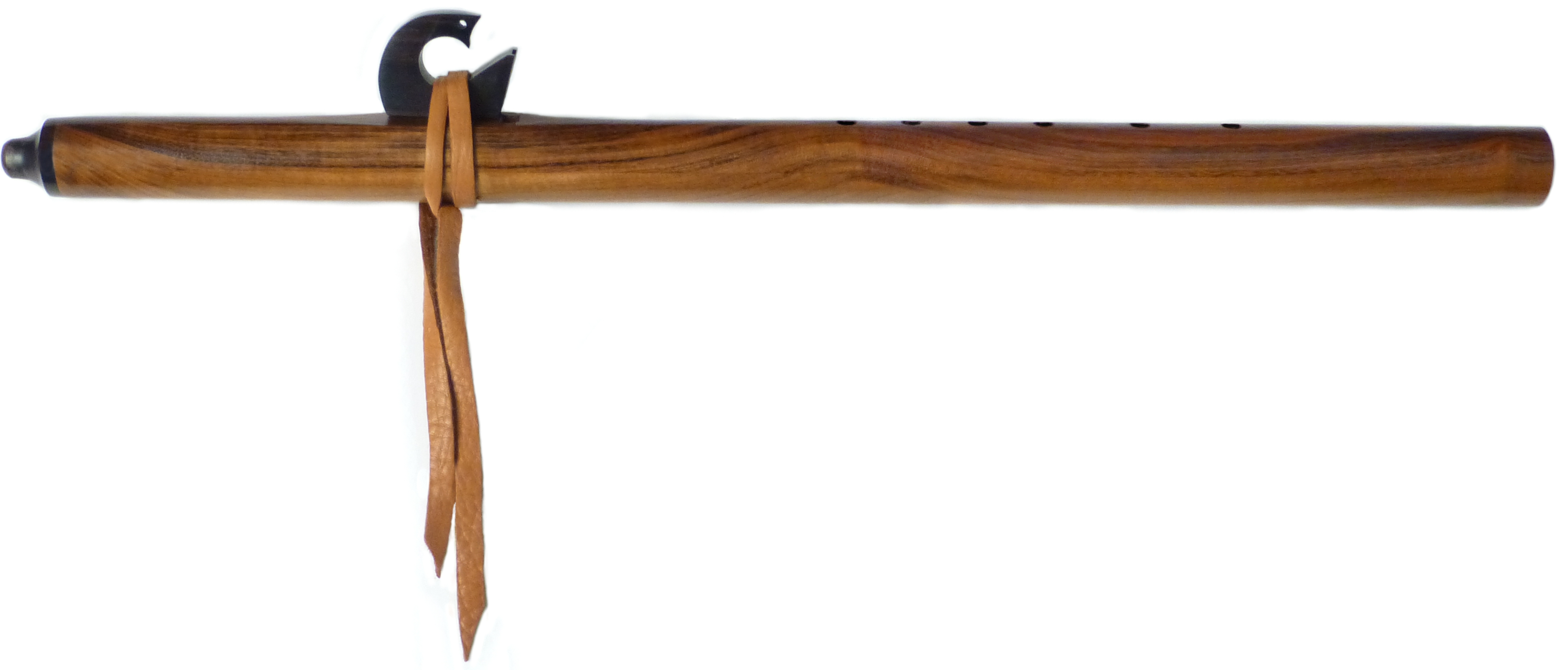
ネイティブアメリカンフルート. Crafted by Gary Kuhl in 2003. 主要材料: Myrtlewood. Collection of Clint Goss.

ネイティブアメリカンフルート (Native American flute) は、木管楽器の一種であり、リードを使わないエアリード（無簧）式の縦笛である。その名の通り、北米ネイティブ・アメリカンによって伝えられた楽器である。

## 解説
ネイティブアメリカンフルートは、インディアンフルート (Indian flute)、ラブフルート (love flute) などとも呼ばれる楽器で、北米南西部の古代プエブロ部族の楽器アナサジフルートを原型にして、進化したものと考えられている。
主にシダー、ウォルナット（クルミ）、バーチ（カバノキ属）、竹など、比較的柔らかい材によって作られることが多い。
近年、ネイティブアメリカンフルートを演奏することによる生理学的効果を調査したある研究では、心拍変動へのプラス効果やストレスに対する回復力を示す効果が発見されている。

## 歴史

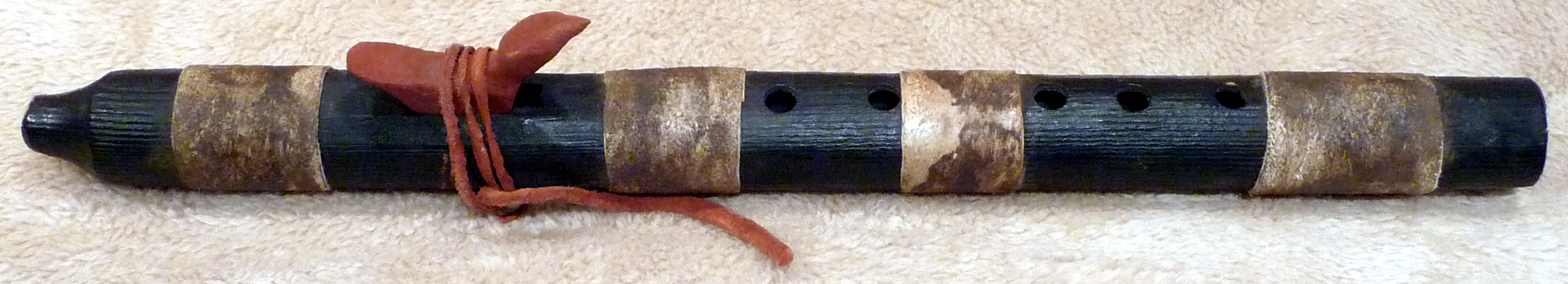
ネイティブアメリカンフルート. Lakota Culture, 1935 or before. Collection of Clint Goss.

ネイティブアメリカンは、ネイティブアメリカンフルートにまつわる伝説をいくつも伝えている。

### コマンチェ族のフルートの起源
フルートは非常に苦しんでいた一人の男を通じてコマンチェの人々にもたらされた。4人の子供と妻を亡くした男は悲嘆に暮れて何ヶ月も激しく泣いていた。ある夜、彼は夢の中で、絶え間のない嘆きによって彼のスピリットが崩壊する危険に晒されていることと、その悲しみは音楽によって解放することができると告げられた。それからしばらくして男が森の中を歩いていると、初めて聞く音を耳にした。音をたどってシダーの木立までやって来ると、いくつかのシダーの老木の枝にはキツツキが開けた穴があって、風が吹くたびに甘美なこころ慰める音が鳴った。彼は夢を思い出し、穴の開いた枝から着想を得てフルートを作った。悲嘆に費やされてきたエネルギーは音楽に注ぎ込まれ、素晴らしい美と愛の音楽を生み出した。そうすることで、彼は悲しみを手放して健全なスピリットを取り戻すことができた。

### ラコタ族のラブフルート伝説
勇敢な狩人でありながら、好きな娘に想いを伝えることのできない内気な青年がいた。狩りの途中で森の中で野宿した晩、夢の中にキツツキが現れてこう言った。「お前が恋に悩むことを知っている。我々精霊が作る笛をお前にやろう。」青年が目を覚ますと夢の中のキツツキが目の前にいて、ゆっくりと飛び立った。青年がついて行くと、やがて大きな杉の木にたどり着く。キツツキはくちばしで枝に穴を開け、やがてそれがフルートになった。こうして手に入れたフルートで青年は娘に求愛をすることができ、娘は求愛を受け入れた。フルートの先端にキツツキの顔を彫刻することがあるのはこのためである。
現存する最も古いネイティブアメリカンフルートは、1823年にイタリアの探検家 Giacomo Costantino Beltrami によって、ミシシッピ川の源流付近で収集されたものである。現在、この楽器はイタリア・ベルガモの自然歴史博物館に収められている。

## 構造

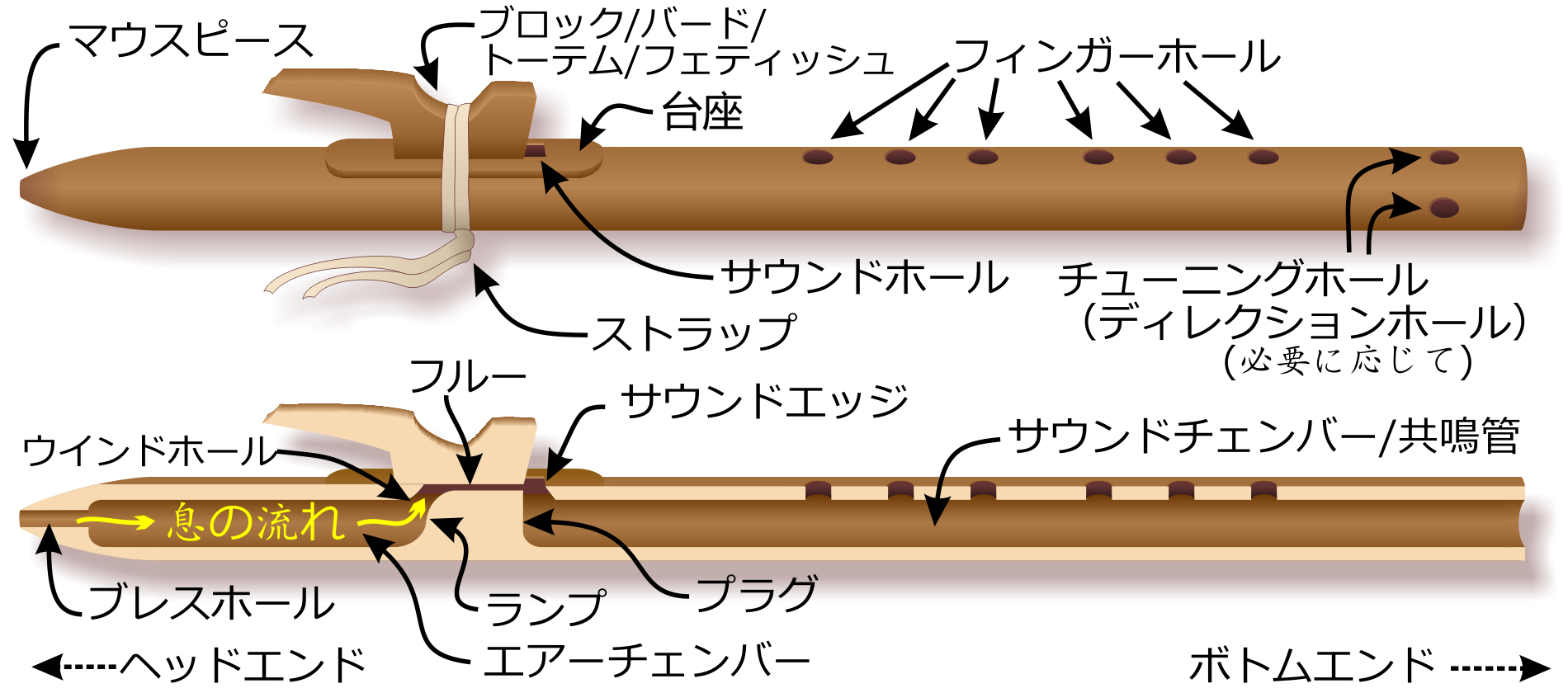
ネイティブアメリカンフルートの解剖学

音を出す仕組みはリコーダーとほぼ同じであるが、最大の特徴はエアーチェンバーとサウンドチェンバーという2つの空間を持つことである。
サウンドチェンバーは共鳴管ともいうべきもので、そこには音程を変えるフィンガーホール（音孔）、そして音を出す仕組みであるサウンドホールが備わっている。また、エアーチェンバーは現存するごく初期のものから確認できる機構である。これは、いわば二次的な共鳴管ともいうべきもので、ネイティブアメリカンフルートの独特なサウンド、そして吹奏感の源ともいえる。

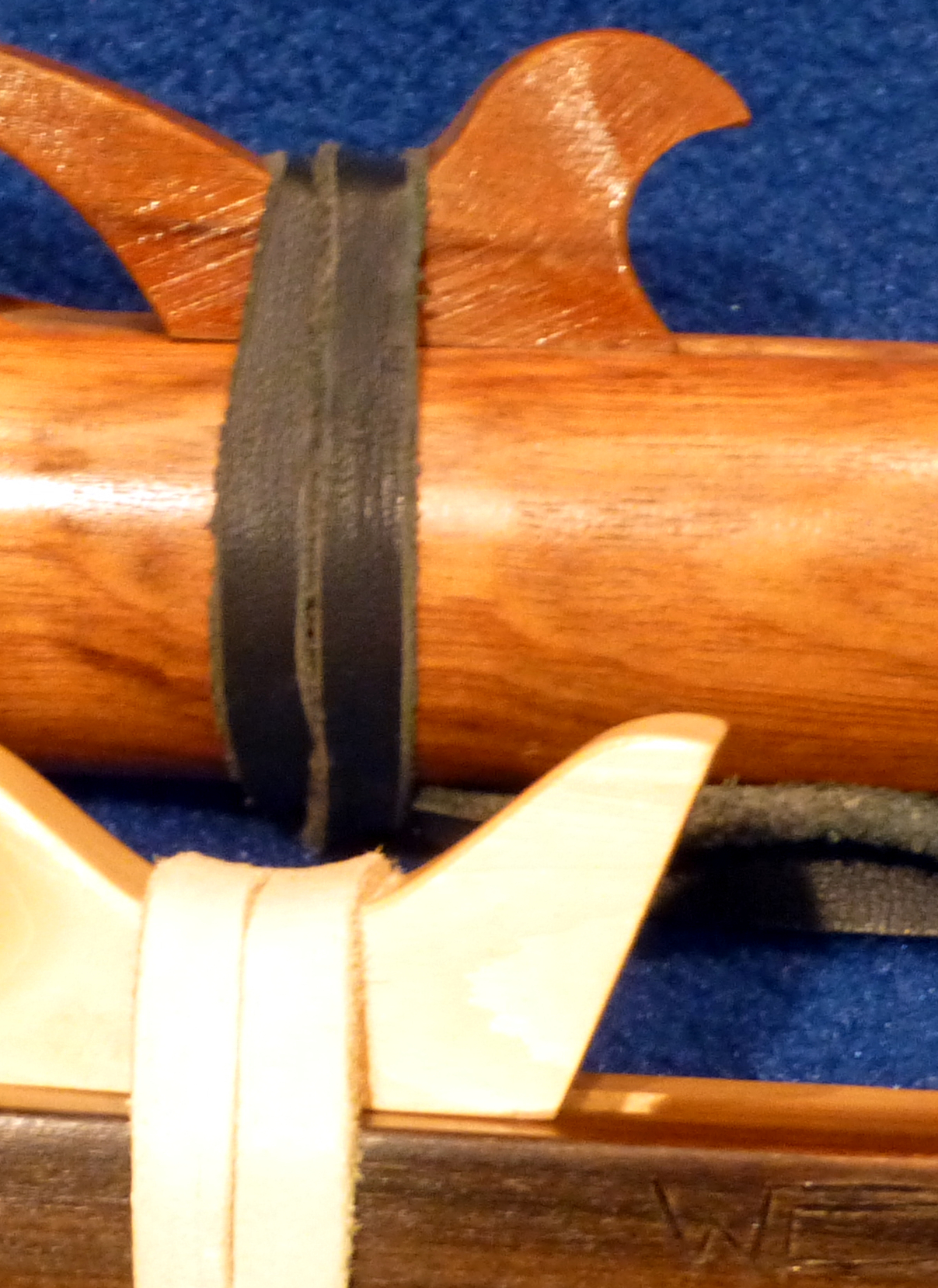
2本のフルートの異なるブロックの比較

一般的なネイティブアメリカンフルートには木のブロックが皮ひもでくくり付けてあるが、これは単なる飾りではなくエアーチェンバーからサウンドチェンバーへ空気の流れを橋渡しする役割を担う。このブロックは多くの場合、鳥の形に彫刻されるので通称「バード」と呼ばれ、ネイティブアメリカンフルートの外見上での大きな特徴にもなっている。

## 運指・音階

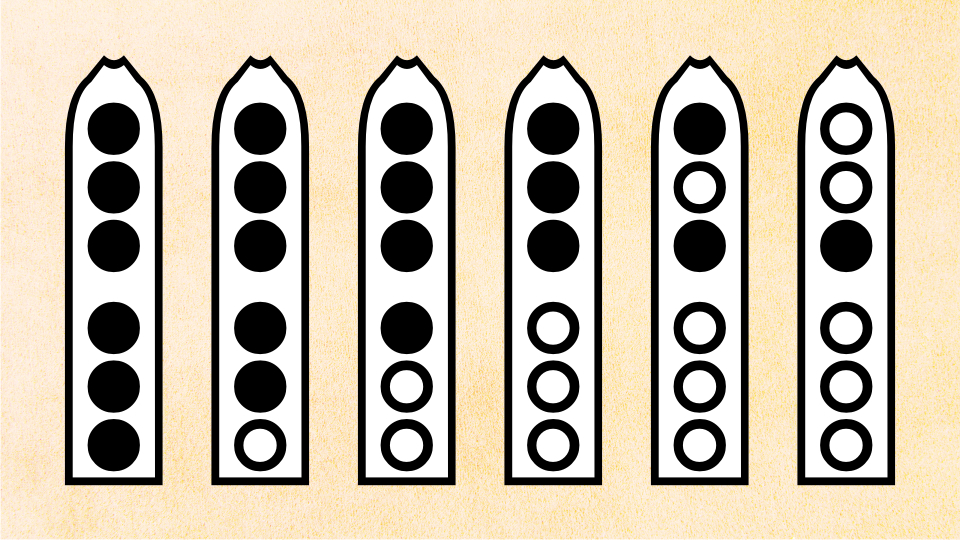
現代の多くのネイティブアメリカンフルートの基礎的な音階（マイナーペンタトニック）の運指

ネイティブアメリカンフルートの一般的なフィンガーホール（音孔）の数は、5つか6つである。しかし楽器によってはフィンガーホールが1つもないものから、親指で閉じる7番目の孔のあるものまで存在する。西洋楽器のように統一の規格があるわけではなく、製作者が各々違った音階や運指を採用している。近年はマイナーペンタトニックスケールで調律されたものが主流になっている。